# Communauté de communes des Coteaux et Landes de Gascogne
Die Communauté de communes des Coteaux et Landes de Gascogne (inoffiziell: Communauté de communes Coteaux et Landes de Gascogne) ist ein französischer Gemeindeverband mit der Rechtsform einer Communauté de communes im Département Lot-et-Garonne in der Region Nouvelle-Aquitaine. Sie wurde am 27. Dezember 1996 gegründet und umfasst 27 Gemeinden. Der Verwaltungssitz befindet sich im Ort Grézet-Cavagnan.

## Mitgliedsgemeinden
| Gemeinde                                                 | Einwohner 1. Januar 2022 | Fläche km² | Dichte Einw./km² | Code INSEE | Postleitzahl |
| -------------------------------------------------------- | ------------------------ | ---------- | ---------------- | ---------- | ------------ |
| Allons                                                   | 167                      | 76,33      | 2                | 47007      | 47420        |
| Antagnac                                                 | 222                      | 9,31       | 24               | 47010      | 47700        |
| Anzex                                                    | 325                      | 23,24      | 14               | 47012      | 47700        |
| Argenton                                                 | 316                      | 12,14      | 26               | 47013      | 47250        |
| Beauziac                                                 | 236                      | 15,34      | 15               | 47026      | 47700        |
| Bouglon                                                  | 651                      | 13,92      | 47               | 47034      | 47250        |
| Boussès                                                  | 41                       | 47,14      | 1                | 47039      | 47420        |
| Casteljaloux                                             | 4.639                    | 30,59      | 152              | 47052      | 47700        |
| Caubeyres                                                | 273                      | 14,39      | 19               | 47058      | 47160        |
| Durance                                                  | 268                      | 38,60      | 7                | 47085      | 47420        |
| Fargues-sur-Ourbise                                      | 341                      | 44,16      | 8                | 47093      | 47700        |
| Grézet-Cavagnan                                          | 403                      | 12,55      | 32               | 47114      | 47250        |
| Guérin                                                   | 247                      | 10,43      | 24               | 47115      | 47250        |
| Houeillès                                                | 550                      | 67,63      | 8                | 47119      | 47420        |
| La Réunion                                               | 515                      | 28,06      | 18               | 47222      | 47700        |
| Labastide-Castel-Amouroux                                | 317                      | 11,95      | 27               | 47121      | 47250        |
| Leyritz-Moncassin                                        | 206                      | 20,24      | 10               | 47148      | 47700        |
| Pindères                                                 | 190                      | 40,76      | 5                | 47205      | 47700        |
| Pompogne                                                 | 195                      | 35,96      | 5                | 47208      | 47420        |
| Poussignac                                               | 307                      | 13,02      | 24               | 47212      | 47700        |
| Romestaing                                               | 158                      | 15,46      | 10               | 47224      | 47250        |
| Ruffiac                                                  | 180                      | 12,84      | 14               | 47227      | 47700        |
| Saint-Martin-Curton                                      | 305                      | 41,48      | 7                | 47254      | 47700        |
| Sainte-Gemme-Martaillac                                  | 383                      | 14,00      | 27               | 47244      | 47250        |
| Sainte-Marthe                                            | 657                      | 9,65       | 68               | 47253      | 47430        |
| Sauméjan                                                 | 87                       | 19,50      | 4                | 47286      | 47420        |
| Villefranche-du-Queyran                                  | 411                      | 16,55      | 25               | 47320      | 47160        |
| Communauté de communes des Coteaux et Landes de Gascogne | 12.590                   | 695,24     | 18               | –          | –            |